# Rhodochlanis bicolor
Rhodochlanis bicolor är en insektsart som först beskrevs av Scott 1880.  Rhodochlanis bicolor ingår i släktet Rhodochlanis och familjen rundbladloppor.
Artens utbredningsområde är Iran. Inga underarter finns listade i Catalogue of Life.